# Ligyra ussuriensis
Ligyra ussuriensis är en tvåvingeart som först beskrevs av Paramonov 1934.  Ligyra ussuriensis ingår i släktet Ligyra och familjen svävflugor. Inga underarter finns listade i Catalogue of Life.